# Balanophyllia scabrosa
Balanophyllia scabrosa är en korallart som först beskrevs av James Dwight Dana 1846.  Balanophyllia scabrosa ingår i släktet Balanophyllia och familjen Dendrophylliidae. Inga underarter finns listade i Catalogue of Life.